# Підорлик
Підорлик (Clanga) — рід яструбоподібних птахів родини яструбових (Accipitridae). Представники цього роду мешкають в Євразії і Африці. Раніше їх відносили до роду Орел, однак за результатами молекулярно-генетичного дослідження, які показали, що вони є ближчими до довгочубих і чорних орлів, вони були переведені до відносленого роду Clanga.

## Види
Виділяють три види:.
- Підорлик малий (Clanga pomarina)
- Підорлик індійський (Clanga hastata)[13][14][15]
- Підорлик великий (Clanga clanga)

## Етимологія
Наукова назва роду Clanga походить від слова дав.-гр. κλαγγος — орел.